# Itygonimus scalopi
Itygonimus scalopi är en plattmaskart. Itygonimus scalopi ingår i släktet Itygonimus och familjen Brachylaimidae. Inga underarter finns listade i Catalogue of Life.